# روزی روزگاری در هالیوود (رمان)
روزی روزگاری در هالیوود نخستین رمان به قلم کوئنتین تارانتینو است که در سال ۲۰۲۱ منتشر شد. داستان این رمان برگرفته از فیلمی با همین نام است که در سال ۲۰۱۹ اکران شد.
این رمان تا مدت‌ها در فهرست پرفروش‌های نیویورک تایمز و تا بیش از یک هفته پس از انتشار در صدر این فهرست قرار داشت.

## نگارش کتاب
به گفتهٔ تارانتینو، رمان روزی روزگاری در هالیوود «بازنگری کامل تمام داستان» است و صحنه‌ها و شخصیت‌های زیادی به آن اضافه شده‌است، از جمله چندین فصل که به سرگذشت و پیشینهٔ کلیف بوث اختصاص دارد. تفاوت‌هایی هم میان رمان و فیلم وجود دارد؛ مثلاً صحنهٔ پایانی فیلم در اوایل کتاب اتفاق می‌افتد و اتفاقات بعدی‌اش به‌مراتب در رمان اهمیتی بیشتر از خود صحنه دارد. رمان بر تلاش چارلز منسون برای ورود به عرصهٔ موسیقی حرفه‌ای و «دنیای درونی» شارون تیت و ترودی فریزر نیز تمرکز دارد.
فصل کاملی دربارهٔ «نفوذهای دزدکی» خانوادهٔ منسون وجود دارد. در این فصل، چارلز منسون به «پیشی‌گربه» دستور می‌دهد شب‌هنگام وارد خانهٔ زن‌وشوهر ثروتمند و مسنی شود. منسون پیروانش را وامی‌داشت به خانه‌های خالی ثروتمندان بروند و دزدی کنند. از آن‌ها می‌خواست لباس سیاه بپوشند و به خانه «نفوذ» کنند. اصطلاح «نفوذ دزدکی» را دختران منسون ابداع کردند.
تارانتینو در صحنهٔ جنجال‌برانگیز مبارزهٔ بروس لی با کلیف نیز اندیشه‌های درونی شخصیت‌ها را نشان می‌دهد، به طوری که بوث عمداً لی را تحریک به مبارزه می‌کند و بدجور دلش می‌خواهد او را بکشد، ولی در برابر این وسوسه مقاومت می‌کند. بوث در این ماجرا «پچین» است، یعنی بدلکاری که سرپرستار بدلکاران برای یک روز استخدامش می‌کند تا هر وقت بازیگری مدام بدلکاران را اذیت می‌کند، پچین «بزند مادر آن عوضی را، ترجیحاً جلوی کل دست‌اندرکاران، به عقد خود درآورد».: صفحهٔ ۱۹۰  بروس لی چنین بازیگری است و بوث معتقد است کونگ‌فوی او فقط برای نمایش و سینماست، وگرنه جودو رشتهٔ رزمی بهتری است.
رمان همچنان چندین فصل کامل دربارهٔ ماجرای سریال لنسر دارد که این بخش‌ها را «اقتباس فیلم به رمان کوچکی درون این اقتباس فیلم‌به‌رمان» خوانده‌اند. از طریق اندیشه‌های درونی تیت، دالتون و بوث، نقدهای زیادی دربارهٔ فیلم‌ها و فیلم‌سازان اواسط قرن بیستم ارائه می‌شود. بوث به‌شدت فیلم‌باز و هوادار آکیرا کوروساوا است.
فصلی نیز دربارهٔ آشنایی بوث با سگش، برندی، وجود دارد. یکی دیگر از فصل‌ها دربارهٔ فرار بوث از اردوگاه جنگلی اسیران در فیلیپین و رفتن به فرانسه است. تارانتینو این فصل‌ها را بر مبنای داستان‌هایی واقعی نوشت.

## نظرات منتقدان
دوایت گارنر از نیویورک تایمز می‌نویسد «تارانتینو نیامده تا ما را با ظرافت جملاتش به وجد آورد … آمده تا داستانی جذاب بگوید، مثل المور لئونارد... او نکته را خوب دریافته است: آمریکا به‌جای اساطیر، فرهنگ عامه دارد». پیتر بردشاو از گاردین می‌نویسد «تارانتینو با کیمیاگری و تبدیل آشغال‌های سینما به طلا پا به عرصهٔ فیلم‌سازی گذاشت… حالا هم همین کار را با… عامه‌پسندترین داستان‌های عامه‌پسند کرده‌است… داستان به‌شدت اعتیادآور و خواندنی است».

## فروش
رمان روزی روزگاری در هالیوود هنگام انتشار پرفروش‌ترین کتاب آمازون شد و تا یک هفته پس از انتشار نیز در صدر پرفروش‌های نیویورک تایمز قرار داشت.